# SMN1
SMN1 Proteína de supervivencia de motoneuronas (Survival of motor neuron 1, por su siglas en inglés), también conocido como componente de gems 1 o GEMIN1 , es un gen que codifica la proteína SMN en humanos.

## gen
SMN1 es la copia telomérica del gen que codifica la proteína SMN; la copia centromérica se denomina SMN2, SMN1 y SMN2 son parte de una duplicación invertida de 500 kbp en el cromosoma 5 (humano)  5q13. Esta región duplicada contiene al menos cuatro genes y elementos repetitivos que la hacen propensa a reordenamientos y deleciones. La repetitividad y complejidad de la secuencia también han causado dificultad para determinar la organización de esta región genómica. SMN1 y SMN2 son casi idénticos y codifican la misma proteína. La diferencia de secuencia crítica entre los dos es un solo nucleótido en el exón 7 que se cree que es un potenciador de la unión del exón. Se cree que los eventos de conversión de genes pueden involucrar a los dos genes, lo que lleva a un número variable de copias de cada gen.

## Importancia clínica
Las mutaciones en la copia telomérica de este gen están asociadas con la atrofia muscular espinal, pero las mutaciones en la copia centromérica (SMN2) no causan la enfermedad. La copia centromérica puede ser un modificador de la enfermedad causada por mutación en la copia telomérica. Se cree que estos eventos de conversión de genes pueden involucrar a ambos genes, lo que hace que varíe el número de copias de cada gen.